# Nila
Nila (Indonesisch: Gunung Nila) is een Indonesische stratovulkaan en tevens 5 bij 6 km groot eiland in de Bandazee in de provincie Oost-Nusa Tenggara.